# Jean-Georges Achard
Pour les articles homonymes, voir Achard.

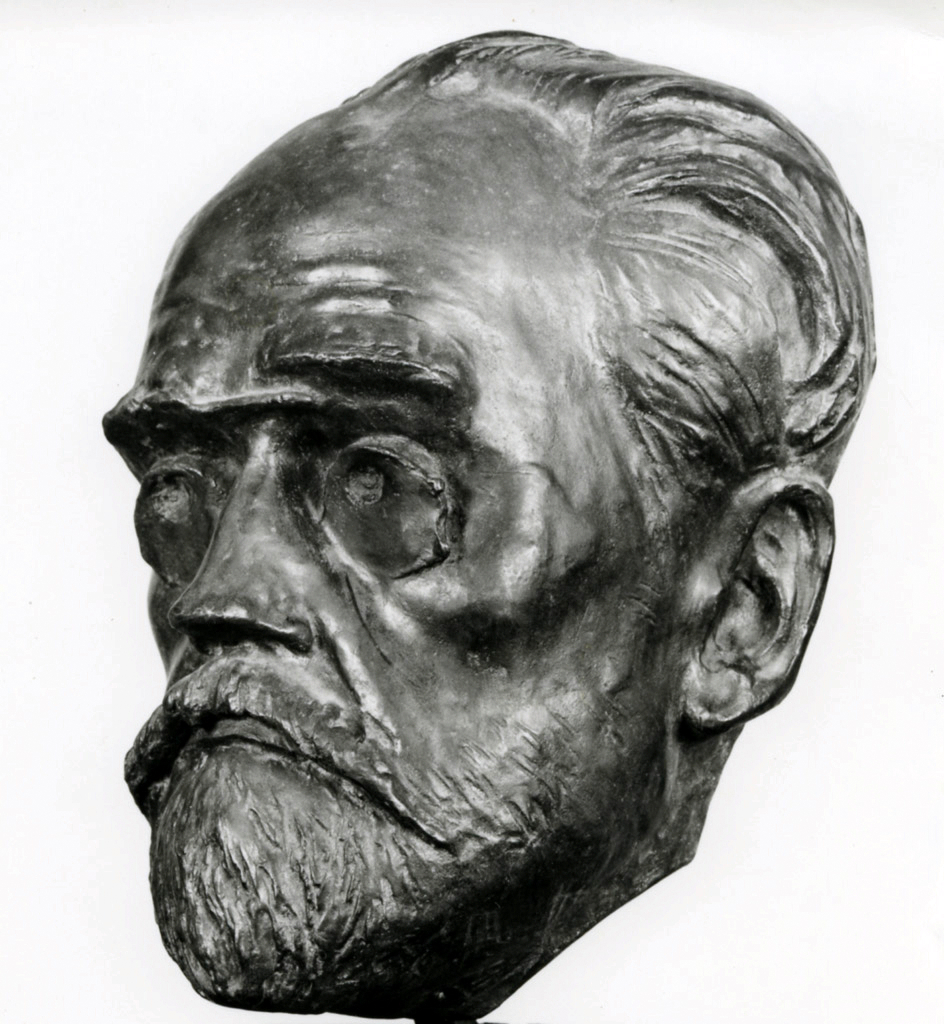
Portrait d’Émile Zola par Jean-Georges Achard

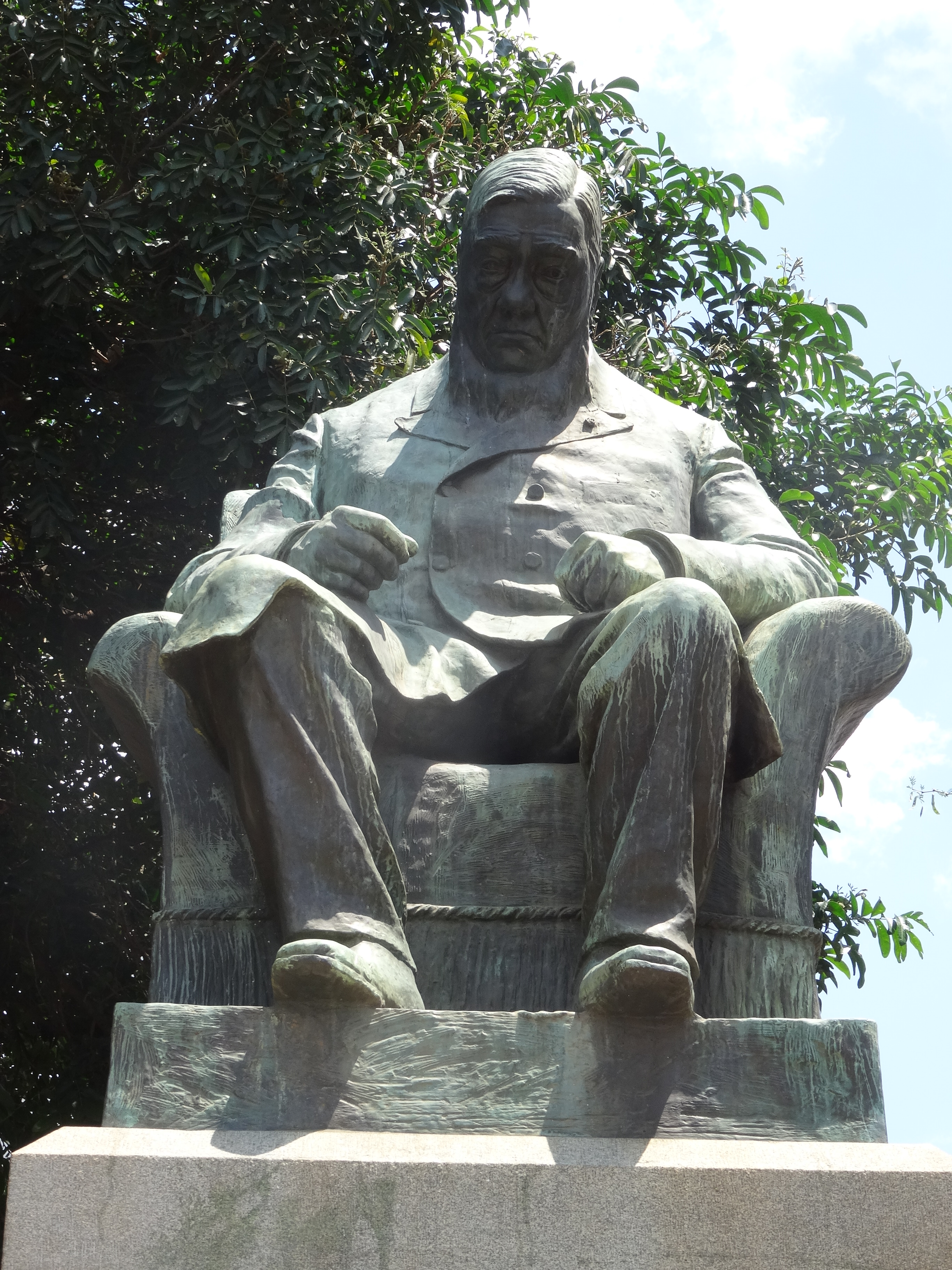
Statue de Paul Kruger par Jean-Georges Achard, située à Rustenburg (Afrique du Sud)

Jean-Georges Achard, né le 13 mars 1871 à Abzac et mort le 23 septembre 1934 à Bordeaux, est un sculpteur et dessinateur français.

## Biographie
Élève de son père Jean-Achille Achard et de Falguière, Jean-Georges Achard expose aux Artistes français à partir de 1891 et reçoit en 1903 une médaille de 3e classe puis en 1922 la médaille d'argent.
Il vit et travaille à Montparnasse, au 14 avenue du Maine, puis au 11 impasse Ronsin, au 32 rue Dutot et au 18 rue Antoine Bourdelle.

## Œuvres
- Statue de Paul Kruger située à Rustenburg (Afrique du Sud), 1901
- Buste de Frédéric Mistral, bronze, 1911[2]
- Monument à Frédéric Mistral dans les jardins du Musée Frédéric Mistral à Maillane (Bouches-du-Rhône) - Statue marbre[3] Inaugurée le 2 avril 1929[4]
- Monument aux Enfants de la Gironde morts pour la patrie en 1870-1871 à Bordeaux. Statue bronze inaugurée en 1913[5]
- La France douloureuse à ses fils glorieux, figure principale du monument aux morts de la Première Guerre mondiale du Cateau (Nord) - Statue plâtre
- Monument aux morts de la guerre 1914-1918 de Saint-Émilion. Inauguré en 1923[6]
- Monument aux morts de la guerre 1914-1918 du Cateau-Cambrésis. Statue bronze.1923[7]
- La France apportant des palmes, figure principale du monument de Guîtres (Gironde) - Statue bronze 1924
- La Victoire sortant des ruines, figure principale du monument de Poix-du-Nord (Nord) - Statue bronze
- Silène surpris par les bergers, statue plâtre. Détruite par décision de la Commission le 30 juillet 1940[8]
- Apothéose de la cuisine française - Bas-relief
- Statue du Maréchal Exelmans, à la Citadelle de Verdun. Exécutée en 1932 et 1933 dans les ateliers Del Debbio[9]
- Portrait d'Émile Zola
- Buste d'Adolphe Willette
- Buste du roi Sisowath
- Buste d’Henry-Marie Bouley, marbre au Museum national d'Histoire Naturelle[8]
- Monument à Ulysse Despaux à Bordeaux. Inauguré en 1926[10]
- Buste de Jean Charles-Brun à Sceaux. Bronze. 1933[11]
- Nicolas II inspiré par la paix reçoit les hommages de l'industrie et du commerce français
- L'Amour à l'affût (Fontaine)
- Le Baiser de la Vague
- Le Lion amoureux
- Réception par la Ville de Paris de LL. MM. le Roi et la reine d'Italie
- La Mort d'Hippolyte (Projet pour une fontaine lumineuse)
- Léda
- Daphnis et Chloé
- La Naissance de Vénus